# Zagumnie (Dąbrowica)
Zagumnie – część wsi Dąbrowica w Polsce, położona w województwie lubelskim, w powiecie biłgorajskim, w gminie Biłgoraj.
W latach 1975–1998 Zagumnie należało administracyjnie do województwa zamojskiego.